# Concepción la Cueva
Concepción la Cueva är en ort i Mexiko.   Den ligger i kommunen Motozintla och delstaten Chiapas, i den sydöstra delen av landet, 900 km sydost om huvudstaden Mexico City. Concepción la Cueva ligger 1 079 meter över havet och antalet invånare är 127.
Terrängen runt Concepción la Cueva är varierad. Concepción la Cueva ligger nere i en dal. Runt Concepción la Cueva är det ganska tätbefolkat, med 134 invånare per kvadratkilometer. Närmaste större samhälle är Motozintla de Mendoza, 11,5 km öster om Concepción la Cueva. I omgivningarna runt Concepción la Cueva växer i huvudsak städsegrön lövskog.